# ژان پرووه
ژان پرووه (به فرانسوی: Jean Prouvé) ( ۸ آوریل ۱۹۰۱، پاریس - ۲۳ مارس ۱۹۸۴ نانسی) معمار و طراح فرانسوی بود. وی از اعضای مقاومت فرانسه بود.